# Флет-Рок (Огайо)
Флет-Рок (англ. Flat Rock) — переписна місцевість (CDP) в США, в окрузі Сенека штату Огайо. Населення — 227 осіб (2020).

## Географія
Флет-Рок розташований за координатами 41°14′8″ пн. ш. 82°51′33″ зх. д. / 41.23556° пн. ш. 82.85917° зх. д. (41.235490, -82.859157).  За даними Бюро перепису населення США в 2010 році переписна місцевість мала площу 0,54 км², уся площа — суходіл.

## Демографія
Згідно з переписом 2010 року, у переписній місцевості мешкали 233 особи в 73 домогосподарствах у складі 54 родин. Густота населення становила 430 осіб/км².  Було 87 помешкань (161/км²).
Расовий склад населення:
| - 97,9 % — білих - 1,3 % — чорних або афроамериканців - 0,4 % — корінних американців |

До двох чи більше рас належало 0,4 %. Частка іспаномовних становила 2,1 % від усіх жителів.
За віковим діапазоном населення розподілялося таким чином: 29,2 % — особи молодші 18 років, 55,8 % — особи у віці 18—64 років, 15,0 % — особи у віці 65 років та старші. Медіана віку мешканця становила 28,8 року. На 100 осіб жіночої статі у переписній місцевості припадало 111,8 чоловіків;  на 100 жінок у віці від 18 років та старших — 117,1 чоловіків також старших 18 років.
Цивільне працевлаштоване населення становило 12 особи. Основні галузі зайнятості: сільське господарство, лісництво, риболовля — 100,0 %.